# Omnia mea mecum porto

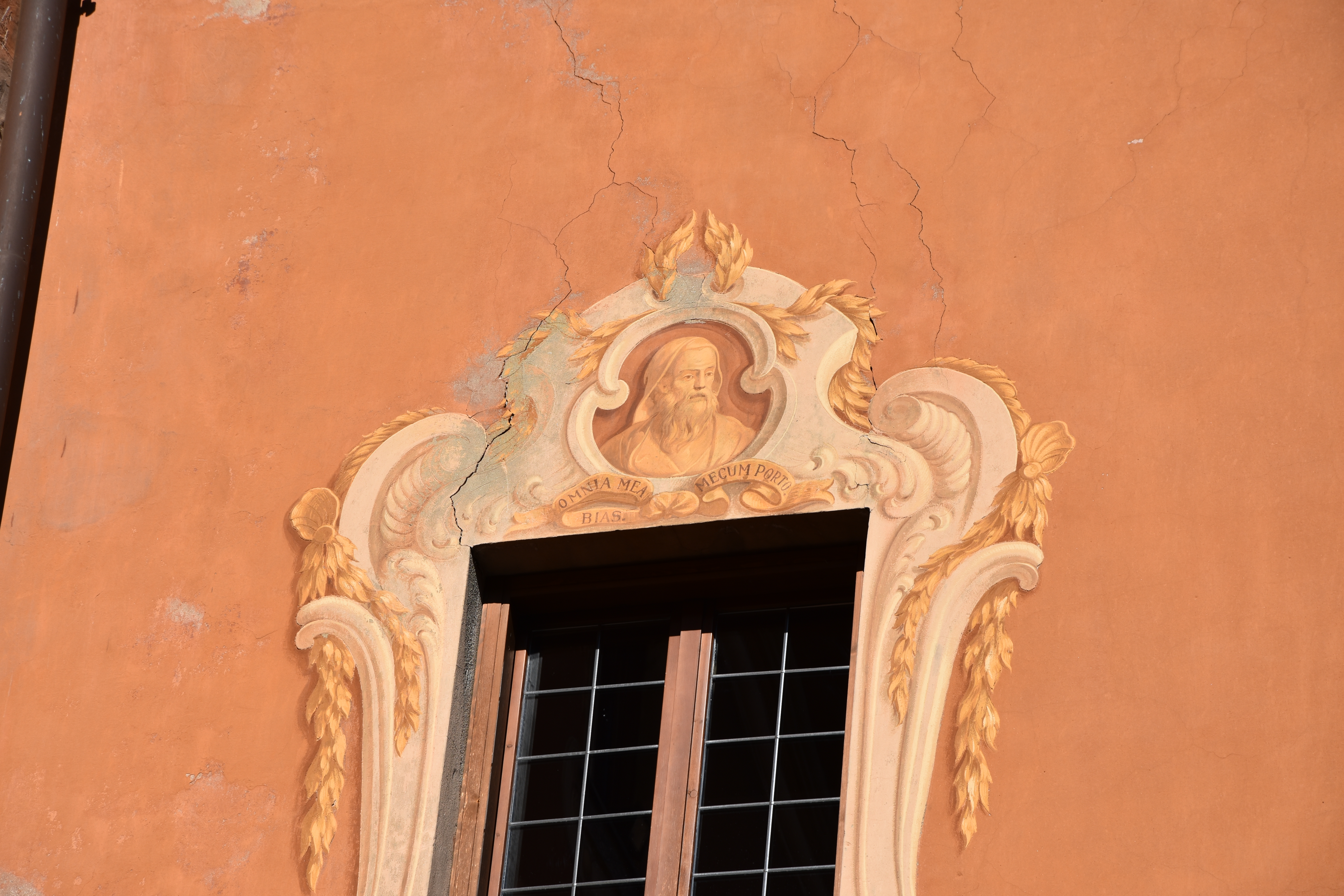
Ritratto di Biante con la locuzione in un cortile del Collegio Gallio di Como

Omnia mea mecum porto è una locuzione in lingua latina, usata per esaltare le doti dell'animo rispetto ai beni terreni. In lingua italiana significa "Porto con me tutti i miei beni".

## Attribuzione
Cicerone e Valerio Massimo attribuiscono la citazione a Biante di Priene, uno dei Sette savi vissuto nel VI secolo a.C.. Qui riportata una traccia del testo di Cicerone:
(Marco Tullio Cicerone Paradoxa stoicorum I 1,8)
Plutarco nei suoi Moralia e Seneca in De constantia sapientis attribuiscono una frase simile, con alcune piccole differenze testuali, anche al filosofo Stilpone di Megara, che quando Demetrio I Poliorcete, conquistata Megara, gli chiese se avesse perso qualcosa, rispose "Nulla, ho tutto con me!".
Inoltre sembra che Cesare abbia detto la frase in risposta ad alcuni nobili patrizi in ritorno dalla Grecia, disperati dopo che una tempesta aveva fatto naufragare le navi con tutti i loro averi, mentre invece lui stava ad ammirare il naufragio.

## Locuzioni simili
In un monostico di Menandro, commediografo greco del III secolo a.C. c'è scritto:
(569 Jäkel)
Appare come morale una frase nella prima riga di una favola di Fedro riguardante Simonide di Ceo:
(Fabulae, Libro IV, 23,1)
Una frase simile di Seneca, riguardo al fatto che il volgo si interessava alle cose futili è la seguente:
(Epistulae morales ad Lucilium, 5,6)